# Janko Jambrišak
Janko Jambrišak (Karlovac, 2. travnja 1834. – Zagreb, 31. ožujka 1892.) bio je hrvatski graditelj i projektant.

## Životopis
Graditeljski obrt izučio je vjerojatno u Karlovcu i Grazu. U Zagrebu vodio vlastito građevno poduzeće i projektirao velik broj stambenih zgrada. Bio je jedan od najvažnijih graditelja i projektanata svojega doba u Zagrebu, odredio je izgled nekim središnjim ulicama Donjega grada.

## Važniji radovi
- Palača Medaković, Zrinski trg 15[4]
- Vila Okrugljak, Okrugljak 6[5]
- Zgrada Srpske pravoslavne crkvene opštine, Ilica 7 (nadogradnja 2. kata 1878.; izvorni projekt B. Felbinger 1822.)[6]
- Kompleks zgrada Gliptoteke HAZU, Medvedgradska 2[7]

## Vanjske poveznice
- Jambrišak, Janko Hrvatska tehnička enciklopedija, portal hrvatske tehničke baštine. LZMK